# ХТ-130
ХТ-130 — радянський хімічний (вогнеметний) танк, створений на основі легкого танка Т-26.

## Історія
Хімічний танк ХТ-130 почав розроблявся для заміни вогнеметного танка ХТ-26 (частіше званого ОТ-26) на базі лінійного танка Т-26 у КБ заводу № 174.
Башта танку була зміщена щодо поздовжньої осі танка праворуч. У даху підбаштової коробки зліва від башти розміщувалися заливні горловини резервуарів для вогняної суміші. Вогнеметне обладнання, встановлювалося в бойовому відділенні, і складалося з двох резервуарів для вогесуміші загальною ємністю 400 л (заправна ємність 360 л), чотирьох 13,5-літрових балонів зі стисненим повітрям (150 атм), бензинового бачка системи запалювання ємністю 0,8 л, брандспойта і запальних свічок. Дальність вогнеметання на суміші мазуту з гасом досягала 50 м. Запасу вогнесуміші вистачало на 40 пострілів по 1 секунді. За один постріл викидалося 9 л вогняної суміші. Робочий тиск у резервуарі при вогнеметанні становив 18 атм. Вогняна суміш підпалювалася від факела палаючого бензину, а бензин — від електричної запальної свічки. Як і ХТ-26, танк ХТ-130 був обладнаний системою димопуска і пуску отруйних речовин.
Наведення вогнемету і кулемету ДТ (боєкомплект 2898 набоїв), встановлених у башті, здійснювалося за допомогою плечового упору. Радіостанцією танк не обладнувався.
Виробництво ХТ-130 налагодили на заводі № 174, де з 1936 по 1939 рік зібрали 401 танк (за іншими даними — 324). Наступним етапом модернізації «хімічних» танків стала поява двох дослідних машин ХТ-131 і ХТ-132.
Хімічні танки ХТ-130 надходили на озброєння рот бойового забезпечення механізованих, а потім і танкових бригад. З 1935 року — на озброєння окремих хімічних танкових батальйонів. Останніми, у свою чергу, укомплектовувалися хімічні танкові бригади. До 1939 року в Червоній Армії було три таких бригади — на Далекому Сході, в Поволжі і в Московському військовому окрузі.